# Hyptia pauperrima
Hyptia pauperrima är en stekelart som beskrevs av Jean-Jacques Kieffer 1904. Hyptia pauperrima ingår i släktet Hyptia och familjen hungersteklar. Inga underarter finns listade i Catalogue of Life.